# 外山将平
外山 将平（とやま しょうへい、1995年11月8日 - ）は、日本の俳優、モデル、釣り人。静岡県出身。妻は元歌手で釣り人の岡田万里奈。

## 略歴
1995年、静岡県富士市出身。高校卒業後、20歳まで地元で会社員をし、20歳の区切りで今一番何がしたいと考え、小さい頃からの夢でもあった俳優と志願し上京。1年間は演技の勉強をし21歳の時に芸能事務所アービングに所属。
2018年10月公開の白石和彌監督作品「止められるか、俺たちを」で福間健二を演じ本格的にスクリーンデビュー。その後映像演技を中心に活動。
2021年12月末も持ってアービングを退所。趣味である釣りで何か出来ないかと考え、前澤ファンドのアングラーズ社によるアングラーズマイスターに応募。見事14,000人の中から20人に選ばれ第一期生として釣り業界でも活動の幅を広げる。釣具メーカーBlueBlueのProStaff。その他BKKのProStaff､RARTSアンバサダーとして活動している。
2023年1月、Grit Agencyでエージェント契約を結びながら、フリーランスで俳優×釣り人として活動中。
2024年5月1日、ガールズバンド LoVendoЯ（ラベンダー）の元ボーカルで釣り人として活動している岡田万里奈と結婚し、第1子を授かったことを発表。同年9月6日、第1子となる男児の誕生を報告。

## 人物
好きな車は上京する前に所有していたというホンダのS2000。
バイクも好きでYAMAHAドラッグスター２５０を所有。
趣味：釣り（ルアーフィッシング）、バスケットボール、キックボクシング
資格：普通自動車免許（MT）、一級小型船舶免許、普通自動二輪免許(MT)、
愛猫飼育スペシャリスト

## 出演

### 映画
- 「桜のような僕の恋人」 深川栄洋監督 新人アシスタント役（2022年）
- 「アンダードッグ」前篇後編 武正晴監督レギュラーボクサー生役（2020年）
- 「思い、思われ、 ふり、ふられ」三木孝浩監督 レギュラー男子生徒役（2020年）
- 「パラダイスロスト」福間健二監督 福間くん役（2020年）
- 「任侠学園」木村ひさし監督 橋本啓役（2019年）
- 「君は月夜に光り輝く」月川翔監督 レギュラー生徒役（2019年）
- 「L・DK ひとつ屋根の下、「スキ」がふたつ。」川村泰祐監督 レギュラー生徒役（2019年）
- 「止められるか､俺たちを」白石和彌監督 福間健二役（2018年）
- 「となりの怪物くん」月川翔監督 レギュラー生徒役（2018年）

### ドラマ
- TX 「サ道 2021」4話木下役（2021年）
- ひかりTV 「課長バカー代」 6.7話 新入社員役（2020年）
- ABC 「この男は人生 最大の選ちです」5、6話タツヤ 役（2020年）
- TX「電影少女2019」2話 遠藤裕 役（2019年）
- NTV「PRINCE OF LEGEND 」1話 田代監督 役（2018年）
- TBS「あなたのことはそれほど」7話（2017年）

【WEBドラマ】
- 富士フイルム「プリントデイズ 青天の霹靂 編」主演 公平役（2022年）
- AbemaTV ドラマ 「アンダードッグ」武正晴監督レギュラーボクサー生 役（2021年）
- AbemaTV 「あれほど逃げろと言ったのに…」1話メインキャスト（2019年）
- Netflix 「宇宙をかけるよだか」望月 役（2018年）
- AbemaTV 「声だけ天使」バイト君 役（2018年）

### ミュージックビデオ
- 有馬元気「二人なら」主演（2023）
- れん「フシアワセ」助演（2023）

### テレビ番組
- CX 「スカッとジャパン」あっという間スカッと（2021年）

### 広告
- アドレア「任侠伝」WEBCMボーイ役（2020年）
- mixi「XFLAG ファイトリーグ」WEBCM メインキャスト（2019年）
- マイナビ 「2020 就活」のび太役（2018年）

### 舞台
- ベニバラ兎団 「優しい電子回路」ダン吉 役（2017年）

### その他

#### BS釣り番組
- 釣りビジョン「海と青の物語2」（2022年）
- 釣りビジョン「三ツ星マイスター」（2022年）
- 釣りビジョン「海と青の物語3」（2022年）
- 釣りビジョン「海と青の物語11」（2023年）

広告､ポスターモデル
- mixi「ゴーストスクランブル」WEB広告（2022年）
- 富士フイルム「ネップリ」広告モデル（2021年）
- DHOLIC「DMEN'S」ECメンズモデル（2021年）
- すみだ水族館 「雪とクラゲ」モデル（2019年）
- ダイハツ 「東京モーターショー2019」（2019年）

#### 雑誌
- ロケーションジャパン「西伊豆紹介編」（2020年）

## 外部サイト
- 外山将平 トヤマショウヘイ - Grit Agency
- 外山将平 (@syohei_1108) - X（旧Twitter）
- 外山将平 (@syohei_toyama) - Instagram
- 外山将平（しょうへいチャンネル） - YouTubeチャンネル